# استاریا واسیلیشکی

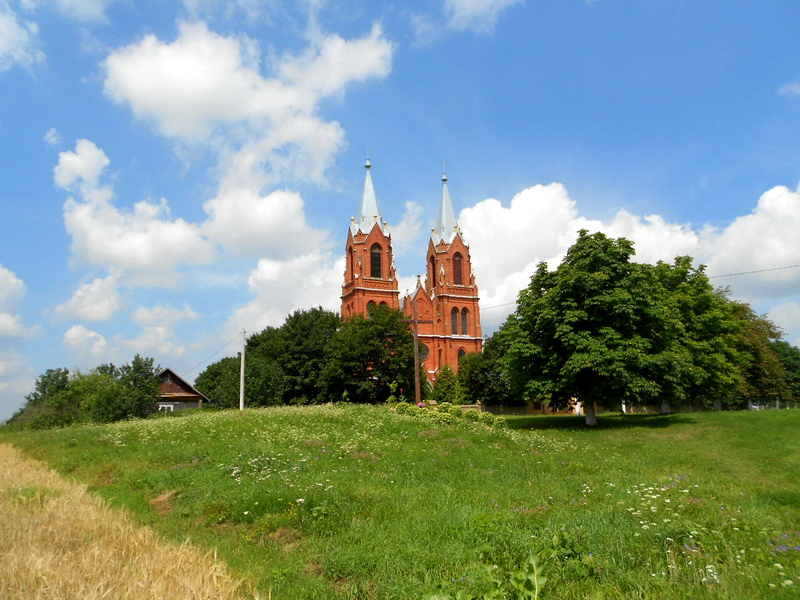
نمایی از کلیسای روستای استاریا واسیلیشکی در بلاروس - ۲۰۱۳

استاریا واسیلیشکی (بلاروسی: Старыя Васілішкі؛ لهستانی: Stare Wasiliszki؛ معنای تحت‌اللفظی: واسیلیشکی کهن) نام روستایی در منطقه گرودنو در کشور بلاروس است.
این روستا از سال ۱۹۱۹ تا ۱۹۳۹ میلادی بخشی از پوویات «بیاویستوک» در کشور لهستان بود.
خوانندهٔ شهیر لهستانی چسواف نیه‌من در این روستا زاده شده‌است.